# 沃洛季米里夫卡 (諾維布格區)
47°39′56″N 32°19′59″E / 47.66556°N 32.33306°E
沃洛季米里夫卡（烏克蘭語：Володимирівка），是烏克蘭南部的村莊，隸屬尼古拉耶夫州的巴什坦卡區。該村面積0.2平方公里，海拔高度38米，2001年人口57，人口密度每平方公里285人。